# Röthelstein
Röthelstein est une ancienne commune autrichienne du district de Graz-Umgebung en Styrie.

## Géographie
Röthelstein est situé à environ 25 km au nord de Graz, capitale de la province, dans le district de Graz-Umgebung.
La localité se trouve sur la rive ouest de la Mur. Le point culminant de la commune est le Schiffall (altitude : 1 221 m).